# ERH
ERH (англ. ERH, mRNA splicing and mitosis factor) – білок, який кодується однойменним геном, розташованим у людей на короткому плечі 14-ї хромосоми. Довжина поліпептидного ланцюга білка становить 104 амінокислот, а молекулярна маса — 12 259.
| 10         |  | 20         |  | 30         |  | 40         |  | 50         |
| ---------- |  | ---------- |  | ---------- |  | ---------- |  | ---------- |
| MSHTILLVQP |  | TKRPEGRTYA |  | DYESVNECME |  | GVCKMYEEHL |  | KRMNPNSPSI |
| TYDISQLFDF |  | IDDLADLSCL |  | VYRADTQTYQ |  | PYNKDWIKEK |  | IYVLLRRQAQ |
| QAGK       |  |            |  |            |  |            |  |            |

A: Аланін

C: Цистеїн

D: Аспарагінова кислота

E: Глутамінова кислота

F: Фенілаланін

G: Гліцин

H: Гістидин

I: Ізолейцин

K: Лізин

L: Лейцин

M: Метіонін

N: Аспарагін

P: Пролін

Q: Глутамін

R: Аргінін

S: Серин

T: Треонін

V: Валін

W: Триптофан

Кодований геном білок за функцією належить до фосфопротеїнів. 
Задіяний у таких біологічних процесах, як клітинний цикл, ацетилювання.